# Bảo tàng Khu vực ở Opoczno
Bảo tàng Khu vực ở Opoczno (tiếng Ba Lan: Muzeum Regionalne w Opocznie) là một bảo tàng nằm bên trong Lâu đài Kazimierzowski, tọa lạc tại số 1 Quảng trường Zamkowy, Opoczno, Ba Lan. Sứ mệnh của Bảo tàng là giới thiệu nền văn hóa phong phú của vùng Opoczno, bao gồm kiến trúc các tòa nhà nông thôn, văn hóa dân gian địa phương, trang phục đa dạng màu sắc và đồ thủ công mỹ nghệ dân gian.

## Lược sử hình thành
Bảo tàng Khu vực ở Opoczno được thành lập vào ngày 1 tháng 1 năm 1976. Lâu đài của Casimir Đại đế được xây dựng trong thế kỷ 14 được chỉ định làm trụ sở của Bảo tàng. Bộ sưu tập đầu tiên của Bảo tàng là quà tặng từ Hội những người bạn của Bảo tàng Khu vực ở Opoczno. Những năm sau đó, bộ sưu tập của Bảo tàng trở nên phong phú hơn với các hiện vật từ Bảo tàng Quốc gia ở Warsaw và Bảo tàng Quốc gia ở Poznań. Những món quà giá trị cũng đến từ sự quyên góp của Hợp tác xã "Opocznianka" và cộng đồng địa phương.

## Triển lãm
Triển lãm thường trực của Bảo tàng Khu vực ở Opoczno bao gồm:
- "Từ lịch sử của vùng đất Opoczno": triển lãm lịch sử của khu vực từ thời Trung cổ đến đầu thế kỷ 20
- "Opoczno trong Chiến tranh thế giới thứ hai": thể hiện các trận chiến trong chiến dịch tháng 9 năm 1939 và hoạt động của các đơn vị đảng phái
- "Tác phẩm điêu khắc dân gian của vùng Opoczno": giới thiệu tác phẩm của một số nghệ nhân
- "Tái tạo nội thất của nhà gỗ Opoczno"
- "Trang phục dân gian Opoczyński".

Bên cạnh đó, các cuộc triển lãm tạm thời và các hoạt động giáo dục cũng được tổ chức tại Bảo tàng.